# Carex digitalis
Carex digitalis är en halvgräsart som beskrevs av Carl Ludwig von Willdenow. Carex digitalis ingår i släktet starrar, och familjen halvgräs.

## Underarter
Arten delas in i följande underarter:
- C. d. digitalis
- C. d. floridana
- C. d. macropoda